# Hebe, Um Brinde à Vida
Hebe, Um Brinde à Vida es un documental biográfico brasileño que narra la trayectoria de la presentadora de televisión Hebe Camargo. Producido por Loma Filmes, el documental fue dirigido y escrito por Carolina Kotscho y Clara Leonel Ramos y estrenado en la plataforma de streaming Globoplay el 1 de septiembre de 2022.

## Producción
Hebe, Um Brinde à Vida fue producido por Loma Filmes, y dirigido y escrito por Carolina Kotscho y Clara Leonel Ramos. En total, el documental consta de cuatro episodios, compuestos por testimonios, y material recolectado de la investigación y de acervo de la familia Camargo.
Durante la producción se creó un camerino móvil móvil con piezas de la colección personal de la presentadora. Para Clara Ramos, el documental pretende que el público "conozca más sobre su trayectoria y desvele la mirada de personas muy cercanas e interesantes con las que Hebe se relacionó y fue cercana"

## Ficha técnica
- Carolina Kotscho – dirección y guion[3]
- Clara Leonel Ramos – dirección y guion[3]
- Adriane Galisteu – entrevista.[6]
- Ana María Braga – entrevista.[6]
- Fátima Bernardes – entrevista.[6]
- Fábio Júnior – entrevista.[6]
- Roberto Carlos – entrevista.[6]
- Xuxa – entrevista.[6]
- José Hamilton Ribeiro – entrevista.[6]